# Łysek z pokładu Idy
Łysek z pokładu Idy – opowiadanie Gustawa Morcinka opublikowane po raz pierwszy w 1933 r.

## Treść

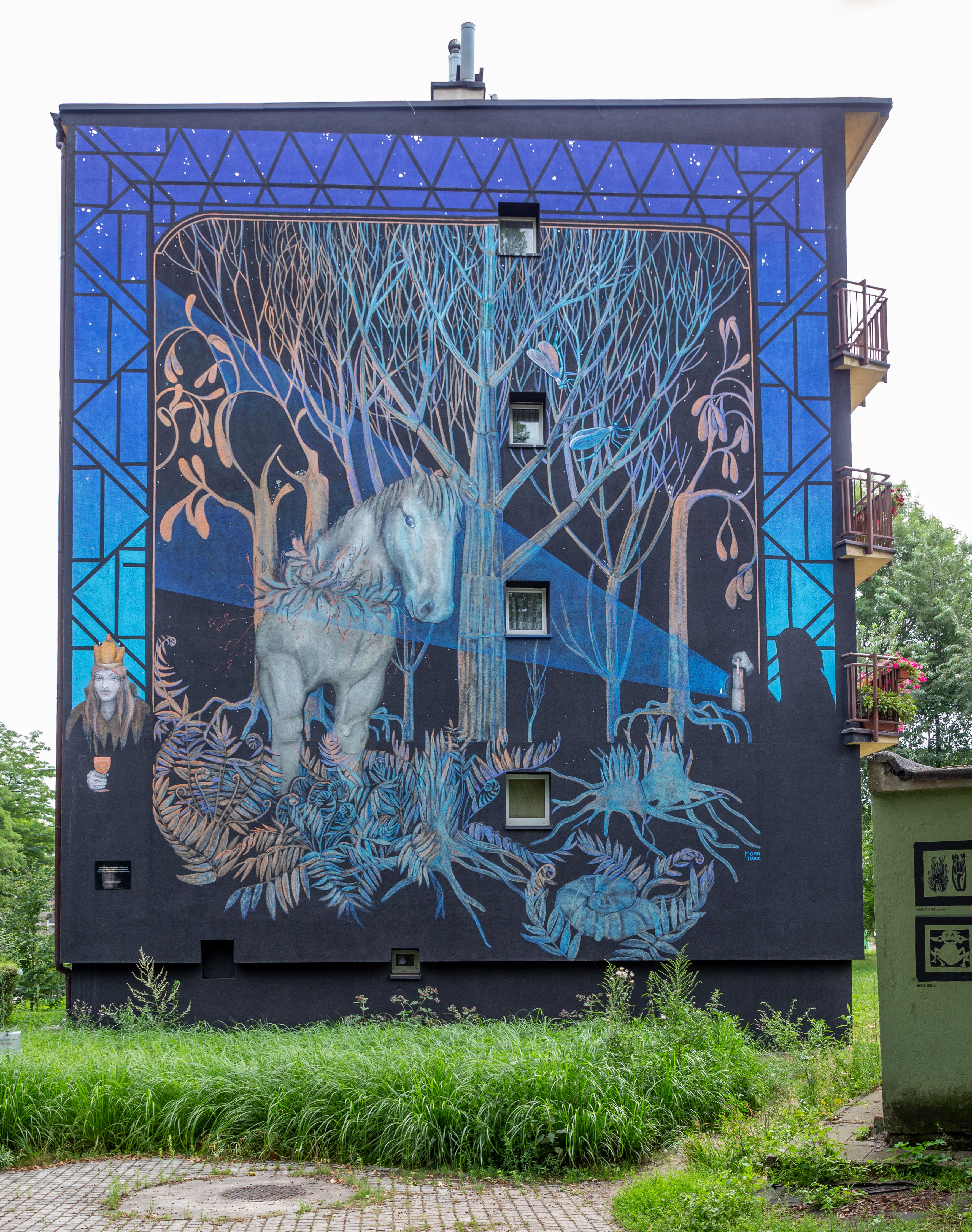
Łysek z karbońskiej komnaty - mural upamiętniający postać Łyska.

Akcja utworu rozgrywa się w kopalni węgla na Śląsku. Tytułowym bohaterem jest koń, wyzyskiwany do przewożenia wózków z węglem. Łysek jest istotą inteligentną i wrażliwą, potrafi nawiązać głęboką relację z pracującymi w kopalni górnikami. Podobnie jak inne konie, Łysek pracuje w okrutnych warunkach, nigdy nie wychodząc na powierzchnię ziemi. W efekcie zaczyna tracić wzrok..

## Adaptacje teatralne
- Teatr Dramatyczny im. Jerzego Szaniawskiego w Wałbrzychu (2010, reż. Radosław Rychcik)[4]
- Śląski Teatr Lalki i Aktora „Ateneum” w Katowicach (2019, reż. Konrad Dworakowski)[5][6]. Twórcy spektaklu zainicjowali stworzenie muralu w Katowicach (ul. Gliwicka 130c) w celu upamiętnienia postaci Łyska. Autorką muralu jest Mona Tusz[7][8].

## Spektakl radiowy
W 1986 r. w Teatrze Polskiego Radia wyemitowano spektakl radiowy  pt. Łysek z pokładu Idy (reż. Zdzisław Dąbrowski).

## Spektakl internetowy
W 2021 r. w ramach projektu Internetowy Teatr TVP dla Szkół wyemitowano spektakl internetowy na motywach opowiadania Łysek z pokładu Idy (reż. Konrad Dworakowski). W roli Łyska wystąpił Michał Skiba.